# 日テレWands
株式会社日テレWands（にっテレワンズ、英: NTV Wands Inc.）は、日本テレビ放送網株式会社（以下「日テレ放送網」と記す。）の連結子会社であり、日テレグループのIT戦略機能を担っており、主にICT事業企画、ウェブアプリケーション・システム開発、広告、コンテンツ制作・配信その他デジタル関連事業を展開している。

## 会社沿革
日テレWandsは、2006年に設立された「株式会社日テレITプロデュース」を前身としている。日テレITプロデュースは、日テレ放送網と、日本ビジネスシステムズ株式会社の共同出資による合弁会社として設立された会社であり、主にITインフラ及びシステム開発などを展開していた。一方、日テレ放送網は、既に2000年に設立したインターネット及びデジタルコンテンツ戦略をつかさどる「株式会社フォアキャスト・コミュニケーションズ」を子会社として有していた。
2020年、日本テレビホールディングス株式会社は、新しい経営戦略として、デジタル領域の飛躍的拡大の方針を発表し、日本テレビ開局70周年に合わせて、デジタル領域の連結売上高を1,000億円を達成するという目標を掲げた。
2022年4月1日、上記目標を達するための一施策として、日テレITプロデュースが、フォアキャスト・コミュニケーションズを吸収合併する形で統合し、これに合わせて社名（商号）を「株式会社日テレWands」に変更した。

## 事業所
出典：
- 本社： 東京都港区東新橋一丁目6－1 日テレタワー23階
- 開発センター： 東京都港区東新橋一丁目2－17 住友不動産汐留ウイング5階・6階・11階
- 配信センター： 東京都港区東新橋一丁目6－1 日テレタワー8階